# 22567 Зенісек
22567 Зенісек (22567 Zenisek) — астероїд головного поясу, відкритий 20 квітня 1998 року.
Тіссеранів параметр щодо Юпітера — 3,550.